# Mistrzostwa Panamerykańskie w Judo 2012
37. Mistrzostwa panamerykańskie w judo odbywały się w dniach 27–29 kwietnia 2012 roku w Montrealu. W tabeli medalowej tryumfowali judocy z Brazylii.

## Klasyfikacja medalowa
| Miejsce | Państwo           |    |    |    | Razem |
| ------- | ----------------- | -- | -- | -- | ----- |
| 1       | Brazylia          | 9  | 2  | 3  | 14    |
| 2       | Kuba              | 4  | 4  | 3  | 11    |
| 3       | Kanada            | 1  | 4  | 3  | 8     |
| 4       | Ekwador           | 1  | 1  | 0  | 2     |
| 5       | Kolumbia          | 0  | 2  | 4  | 6     |
| 6       | Argentyna         | 0  | 1  | 3  | 4     |
| 7       | Portoryko         | 0  | 1  | 1  | 2     |
| 8       | Stany Zjednoczone | 0  | 0  | 4  | 4     |
| 9       | Wenezuela         | 0  | 0  | 3  | 3     |
| 10      | Meksyk            | 0  | 0  | 2  | 2     |
| 11      | Chile             | 0  | 0  | 1  | 1     |
| 11      | Dominikana        | 0  | 0  | 1  | 1     |
| 11      | Salwador          | 0  | 0  | 1  | 1     |
| 11      | Peru              | 0  | 0  | 1  | 1     |
| Razem   | Razem             | 15 | 15 | 30 | 60    |

## Medaliści

### Mężczyźni
| Konkurencja: | Złoto:            | Srebro:                | Brąz:                              |
| −55 kg       | Cristian Toala    | Mahdi Zeghir           | Fredy López Nathan Kearney         |
| −60 kg       | Felipe Kitadai    | Sérgio Pessoa          | Hernán Birbrier Javier Guédez      |
| −66 kg       | Leandro Cunha     | Sasha Mehmedovic       | Ricardo Valderrama Bradford Bolen  |
| −73 kg       | Ronald Girones    | Bruno Mendonça         | Nicholas Delpopolo Alejandro Clara |
| −81 kg       | Leandro Guilheiro | Antoine Valois-Fortier | Emmanuel Lucenti Pedro Castro      |
| −90 kg       | Alexandre Émond   | Asley González         | Eduardo Bettoni Mervin Rodríguez   |
| −100 kg      | Renan Nunes       | Cristian Schmidt       | Ítalo Córdova Oreidis Despaigne    |
| ponad 100 kg | Rafael Silva      | Oscar Braison          | Anthony Turner Carlos Zegarra      |

### Kobiety
| Konkurencja: | Złoto:         | Srebro:           | Brąz:                                  |
| −48 kg       | Dayaris Mestre | Sarah Menezes     | Luz Adiela Álvarez Edna Carrillo       |
| −52 kg       | Érika Miranda  | Yulieth Sánchez   | María García Yanet Bermoy              |
| −57 kg       | Rafaela Silva  | Yadinis Amaris    | Joliane Melançon Yurisleidys Lupetey   |
| −63 kg       | Yaritza Abel   | Estefanía García  | Mariana Silva Jessica García           |
| −70 kg       | Maria Portela  | Onix Cortés       | Yuri Alvear Kelita Zupancic            |
| −78 kg       | Mayra Aguiar   | Yalennis Castillo | Anny Cortés Amy Cotton                 |
| ponad 78 kg  | Idalys Ortíz   | Melissa Mojica    | Vanessa Zambotti Maria Suelen Altheman |